# Kyaw Thu
Kyaw Thu (ကျော်သူ ; né le 2 novembre 1959) est acteur et réalisateur birman, particulièrement actif dans les années 1980 et 1990. Au cours des années 2000, Kyaw Thu s'est investi dans des actions sociales en faveur des plus démunis, devenant un critique actif de la junte militaire au pouvoir.